# Castelnau-d’Arbieu
Castelnau-d’Arbieu ist eine französische Gemeinde mit 226 Einwohnern (Stand 1. Januar 2022) im Département Gers in der Region Okzitanien; sie gehört zum Arrondissement Condom und zum Kanton Fleurance-Lomagne.

## Geografie
Die Gemeinde Castelnau-d’Arbieu liegt etwa 30 Kilometer nördlich von Auch. Im Westen wird das Gemeindegebiet vom Fluss Gers begrenzt. Umgeben wird Castelnau-d’Arbieu von den Nachbargemeinden Lectoure im Nordwesten und Norden, Magnas im Nordosten, Saint-Clar im Osten, Urdens im Süden, Fleurance im Südwesten sowie Pauilhac im Westen.

## Bevölkerungsentwicklung
| Jahr      | 1962 | 1968 | 1975 | 1982 | 1990 | 1999 | 2007 | 2020 |
| Einwohner | 287  | 270  | 220  | 204  | 188  | 187  | 194  | 231  |

## Sehenswürdigkeiten
- Kapuzinerkonvent von Saint-Antoine-d’Aurenque
- Alte Brücke über den Gers im Ortsteil Aurenque

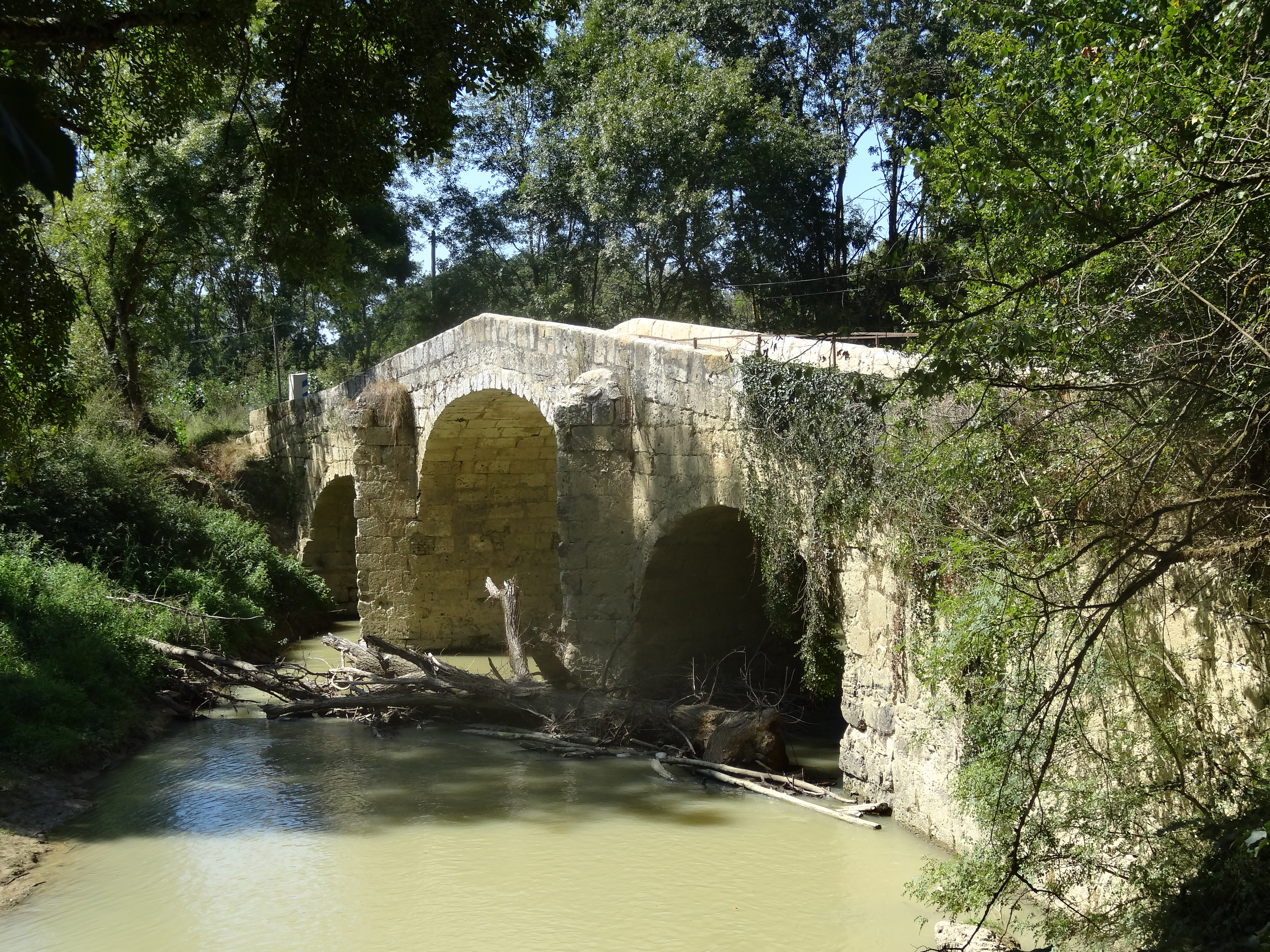
Alte Gersbrücke

## Persönlichkeiten
- Jean Justin Monlezun (1800–1859), Kanoniker und Amateurhistoriker